# Koffietent

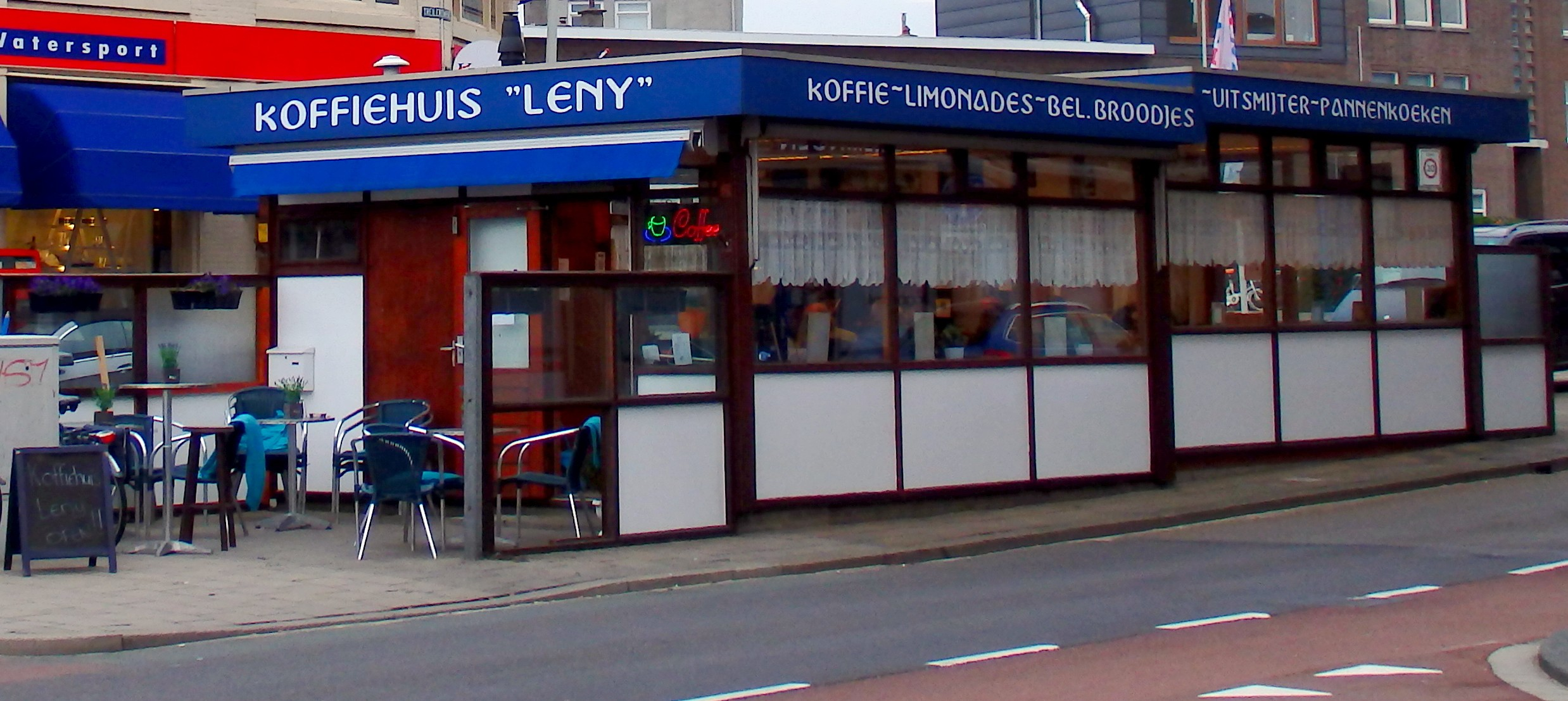
Schevenings koffiehuis Leny

Een koffietent of koffiekeet is een eenvoudige horecagelegenheid die meestal een losstaand, rechthoekig houten bouwwerk is en direct aan de straat is gelegen. Het is bedoeld voor het uitserveren van niet-alcoholische dranken, zoals koffie, thee, melk of frisdrank met eventueel een versnapering of eenvoudig belegde broodjes. Ook kan er soep, een broodje bal en een uitsmijter op het menu voorkomen. In Nederland zijn koffieketen een typisch Haags verschijnsel; buiten Den Haag zijn ze vrijwel niet meer te vinden.
De inrichting van de koffieketen is eenvoudig met een of meer houten banken en tafels, en de koffie wordt meestal getapt uit een grote koffieketel of geschonken uit een koffiekan. De meeste keten zijn om vijf uur 's ochtends al geopend en sluiten rond 18.00 uur, de tijden dat de meeste vaklieden onderweg zijn. Ook mensen uit de buurt komen er koffie drinken en de gebeurtenissen van de dag worden er breed uitgemeten, zodat zij een sociale functie vervullen. Het aantal koffieketen loopt echter terug, doordat veel jongeren er geen gebruik meer van maken.

De koffiekeet moet niet verward worden met een koffiehuis – hoewel zij "koffiehuis" worden genoemd – coffeebar of café. Die zijn inpandig gevestigd, hebben veelal een andere functie en zijn op commerciële leest geschoeid. Veel koffieketen hebben, om hun status en inkomsten te verhogen, een uitbreiding ondergaan tot een 'petit restaurant'.
De naam 'koffietent' wordt nogal eens gebezigd om een ludieke naam aan een gelegenheid te geven waar koffie wordt geschonken, zoals een baristacafé.
Een oude slogan van de koffiekeet op het Statenplein stond iedere dag aan de straatkant in krijt op een bord geschreven: Morgen gratis koffie.

## Geschiedenis
Koffietenten dateren uit de tijd dat loonbetaling nog per week in contanten plaatsvond. Dat gebeurde eerst in cafés, maar uit sociale overwegingen werd de uitbetaling begin twintigste eeuw naar deze koffiegelegenheden verplaatst, zodat het uitbetaalde geld niet meer direct in alcoholische drank werd omgezet. Het alcoholmisbruik en de daaruit volgende armoede namen hierdoor drastisch af. Ook werden deze keten gebruikt door huisschilders, timmerlieden, loodgieters en andere vaklieden om er hun eigen brood te kunnen nuttigen en er wat te drinken bij te kopen; de meeste Haagse welgestelde opdrachtgevers wilden immers niet dat de werkpauzes in hun woning werden doorgebracht. Ook waren horecaondernemers hier niet van gediend. Verder werden onderlinge werkcontacten gelegd tussen de vaklieden en konden zij elkaar aan werkopdrachten helpen. Ook een werkloze kon er vaak voor een baantje terecht. Vaak werd er handel verricht in partijtjes goederen, die al dan niet op eerlijke wijze waren verkregen.

## Wetenswaardigheden
- Cabaretier Harrie Jekkers heeft een voorstelling gewijd aan “het gelijk van de koffietent”.